# Boleslav al III-lea al Poloniei
Boleslav al III-lea, supranumit Gură Strâmbă (n. 20 august 1086, Cracovia, Regatul Poloniei⁠(d) – d. 28 octombrie 1138, Sochaczew, Mazovia, Polonia), a fost prinț al Poloniei⁠(d) din 1107 până în 1138. A fost singurul copil legitim al lui Vladislav I Herman și al soției sale, Iudita, fiica lui Vratislav al II-lea al Boemiei.

## Viața

### Nașterea și copilăria
În 1086 încoronarea lui Vratislav al II-lea ca rege al Boemiei și alianța sa cu Ladislau I al Ungariei, a amenințat poziția domnitorului polonez, Vladislav I Herman. Prin urmare, în același an, Vladislav a fost nevoit să recheme din Ungaria, singurul fiu aflat în exil al lui Boleslav al II-lea cel Generos și moștenitorul de drept al tronului polonez, Mieszko Bolesławowic. La întoarcere, tânărul Mieszko a acceptat domnia unchiului său și a renunțat la cererea sa ereditară la coroana poloneză, pentru a deveni primul pe linia de succesiune. În schimb, Prințul Vladislav I Herman i-a acordat nepotului său districtul din Cracovia. Situația era complicată pentru Vladislav din cauza lipsei de moștenitori de sex masculin. Primul său băiat, Zbigniew s-a născut dintr-o uniune care nu a fost recunoscută de biserică. Prin întoarcerea lui Mieszko în Polonia, Vladislav și-a normalizat relațiile cu regatul Ungariei, precum și cu regatul Rusiei Kievene (prin aranjarea căsătoriei lui Mieszko cu o prințesă a Rusiei în 1088). Aceste acțiuni i-au permis lui Vladislav să-și consolideze autoritatea și să atenueze tensiunile suplimentare în afacerile externe.
Lipsa unui moștenitor legitim a rămas o preocupare primară pentru Vladislav, iar în 1085 împreună cu soția sa, Iudita de Boemia, au trimis daruri scumpe, printre care o statuie aurită a unui copil în mărime naturală, la Sanctuarul Sain Giles, rugându-se pentru un prunc.
În 1086 a venit pe lume Boleslav al III-lea. La trei luni după nașterea sa, pe 25 decembrie, mama sa a murit. În 1089 Vladislav s-a căsătorit cu Iudita de Suabia care a primit un nume nou - Sofia - în scopul de a se distinge de prima sa soție. Iudita de Suabia a fost fiica împăratului Henric al III-lea și văduva regelui Solomon al Ungariei. Urmare a acestei căsătorii, Boleslav a câștigat trei sau patru surori vitrege, rămânând singurul moștenitor legitim de sex masculin.
După nașterea lui Boleslav, climatul politic în țară s-a schimbat. Poziția lui Boleslav de moștenitor al tronului era amenințată de prezența lui Mieszko, care avea deja 17 ani la momentul respectiv, și care era, de comun acord cu Vladislav, primul în linia de succesiune a tronului. Este posibil ca acesta să fie motivul pentru decesul precipitat al tânărului prinț Mieszko în anul 1089. În același an, primul fiu născut al lui Vladislav, Zbigniew, a fost trimis în afara țării, la Mănăstirea Quedlinburg înâ Saxonia. Acest lucru sugerează că Vladislav era determinat să scape de Zbigniew, făcându-l călugăr și lipsindu-l de orice șansă de succesiune. Eliminând doi potențiali pretendenți la tron, a securizat moștenirea tânărului Boleslav și a diminuat opoziția tot mai mare din rândul nobilimii. La scurt timp după urcarea sa pe tron, Vladislav a fost forțat de nobili să renunțe la guvernarea de facto în favoarea Contelui Palatin Sieciech. Această schimbare a evenimentelor a fost, probabil, pentru că Vladislav datora tronul nobililor, iar cel mai puternic dintre ei era Sieciech. Este posibil ca Iudita de Suabia să-l fi sprijinit pe Sieciech în planurile sale de a prelua cârmuirea țării fiind amanta contelui Palatin.
În 1090 forțele poloneze sub comanda lui Sieciech, au reușit să câștige controlul asupra Pomeraniei Gdańsk, chiar dacă doar pentru o scurtă perioadă de timp. Orașele mari erau garnizoanele trupelor poloneze, iar restul au fost arse în scopul de a contracara opoziția pe viitor. Câteva luni mai târziu, o rebeliune a elitelor autohtone a dus la restabilirea independenței regiunii poloneze. În anul următor a fost organizată o expediție militară pentru a recupera Pomerania Gdańsk. Cavalerii polonezi au suferit o înfrângere în Bătălia de la râul Wda, în ciuda sprijinului oferit de trupele din Boemia.
În timpul copilăriei prințului Boleslav a avut loc o migrare politică masivă în afara Poloniei ca urmare a represiunilor politice ale lui Sieciech. Cea mai mare parte a elitei s-a refugiat în Boemia. O altă consecință a persecuției politice a lui Sieciech a fost răpirea lui Zbigniew de către dușmanii lui Sieciech și întoarcerea lui din străinătate în anul 1093. Zbigniew s-a refugiat în Silezia, un sentiment negativ, atât pentru Sieciech cât și pentru Vladislav I Herman. În absența lui Sieciech și a lui Boleslav, care au fost capturați de maghiari și ținuți captivi, Vladislav a efectuat o expediție în Silezia, fără succes, fiind ulterior obligat să-l recunoască pe Zbigniew ca moștenitor legitim.
În 1093 Vladislav a semnat un documente prin care îi acorda lui Zbigniew drepturile de succesiune la tron. În urma evadării lui Sieciech și a lui Boleslav din Ungaria, contele palatin a întreprins o expediție militară împotriva lui Zbigniew. Scopul lui era să anuleze documentul care legitima această succesiune. Rivalii s-au confruntat în Bătălia de la Goplo în 1096 unde trupele lui Sieciech au anihilat susținătorii lui Zbigniew. Acesta a fost luat prizonier, însă și-a recâștigat libertatea un an mai târziu, în mai 1097, ca urmare a intervenției episcopilor. În același an, drepturile sale au fost restabilite.

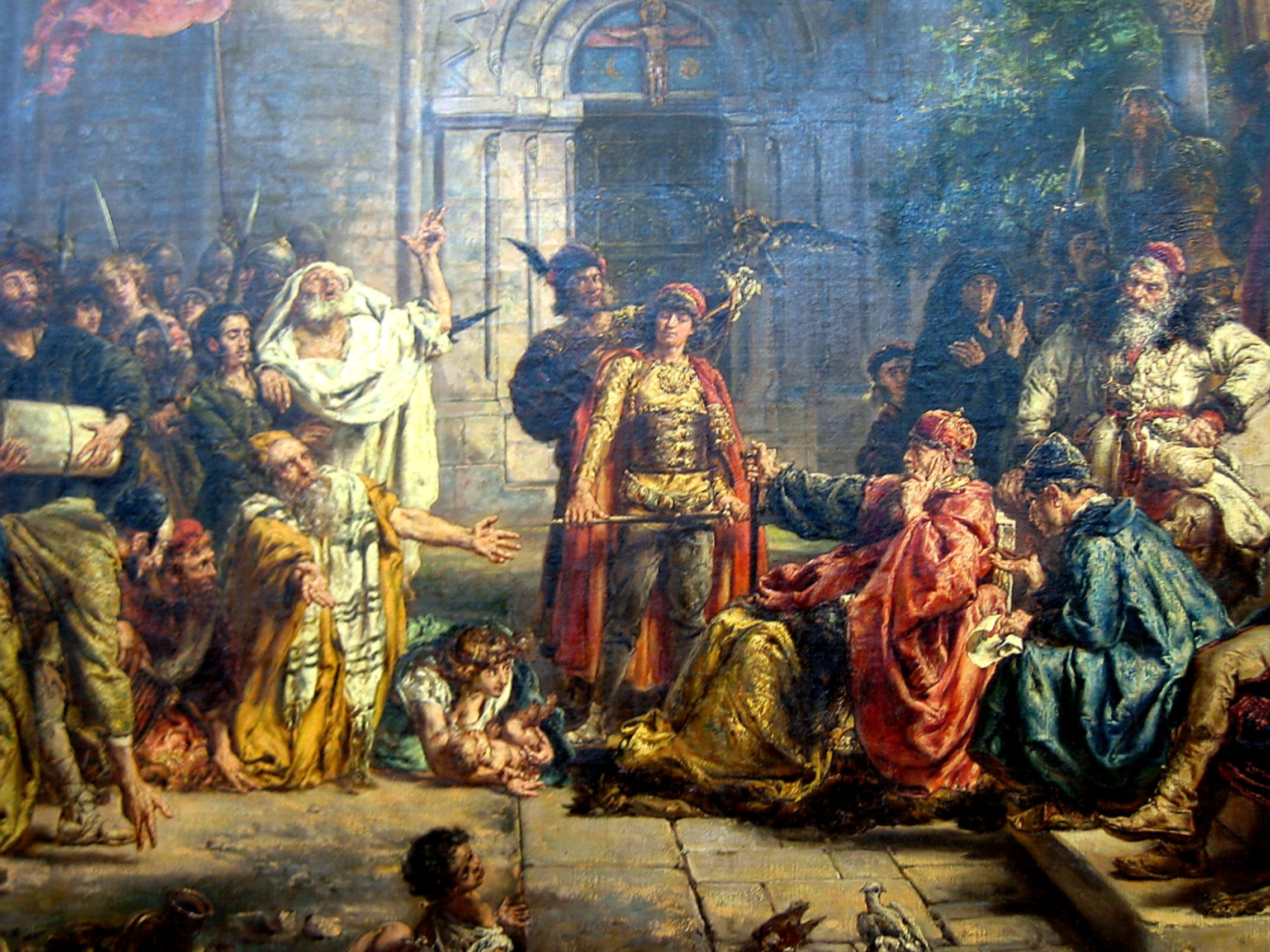
Primirea evreilor în Polonia în 1096 (pictură de Jan Matejko)

În același timp, o mare migrare a evreilor din Europa de Vest în Polonia a început în 1906. Guvernarea tolerantă a lui Vladislav i-a atras pe evrei, cărora li se permisese să se stabilească pe teritoriul întregului regat, fără restricții. Prințul polonez a avut mare grijă de diaspora ebraică înțelegând importanța lor în creșterea economică a țării.

### Lupta împotriva lui Sieciech
Având în vedere dezaprobarea tatălui său, iar după ce a descoperit planurile lui Sieciech și ale ducesei Iudita-Sofia de a prelua cârmuirea țării, Zbigniew l-a câștigat ca aliat pe tânărul prinț Boleslav. Cei doi frați au cerut să le fie predată guvernarea. E greu de crezut că Boleslav lua decizii independente în acel moment deoarece avea doar 12 ani. Vladislav a fost de acord să împartă cârmuirea cu cei doi frați. Fiecăruia i se acordase propria sa provincie, în timp ce Vladislav păstra controlul asupra regiunii Lazovia și capitala sa, Plock. De asemenea, a păstrat controlul asupra principalelor orașe importante: Wroclaw, Cracovia și Sandomierz. Provinciile lui Zbigniew cuprindeau Polonia Mare, inclusiv Gniezno, Kuyavia, Leczyca și Sieradz. Teritoriile lui Boleslav erau Polonia Mică, Silezia și Lubusz.
Împărțirea țării și admiterea la guvernarea a lui Boleslav și Zbigniew, l-a alarmat pe Sieciech care a început pregătirea de a-i învinge pe cei doi frați. Sieciech a înțeles că divizarea țării ar submina poziția lui. A inițiat o așezare militară și a obținut sprijinul prințului pentru ea. Poziția lui Vladislav a fost văzută ambiguu în alegerea de a-l susține pe Sieciech, în loc să-și susțină proprii săi fii. Ca răspuns la pregătirile lui Sieciech, Boleslav și Zbigniew au intrat într-o alianță. Aceasta a avut loc la o adunare populară organizată la Wroclaw de magnatul Skarbmir. Se decisese să-l elimine pe gardianul actual al lui Boleslav, un nobil numit Wojslaw, rudă cu Sieciech, și au aranjat o expediție împotriva contelui palatin.
Ulterior, în 1099, armata acestuia și a prințului Vladislav au întâlnit forțele lui Zbigniew și ale lui Boleslav, în apropiere de Zarnowiec și de râul Pilica. Forțele rebele ale celor doi frați au învins armata lui Sieciech, iar Vladislav a fost obligat să-l elimine definitiv pe Sieciech din poziția de conte palatin.
Forțele rebele s-au îndreptat spre Sieciechów unde contele palatin se refugiase. În mod neașteptat, prințul Vladislav a venit în ajutorul favoritului cu o mică oaste. Atunci cei doi prinți au decis să-și detroneze tatăl. Opoziția l-a trimis pe Zbigniew cu o armată în Masovia pentru a prelua controlul asupra regiunii Plock, în timp ce Boleslav se îndrepta spre sud cu Intenția de a încercui oastea tatălui său. Prințul a bănuit aceste manevre și și-a retrimis forțele în Masovia. În împrejurimile regiunii Plock, forțele lui Vladislav au fost învinse. Prințul a fost forțat să-l exileze pe Sieciech. Contele palatin a părăsit Polonia în jurul anilor 1100–1101 continuând să locuiască în teritoriile germane. Cu toate acestea, el s-a întors în Polonia, însă nu a mai jucat nici un rol politic. Este posibil ca el să fi fost orb. Vladislav a murit pe 4 iunie 1102.

## Prinț al Poloniei

### Lupta pentru dominație
După moartea prințului Vladislav I Herman, țara a fost împărțită în două provincii, fiecare provincie fiind administrată de unul dintre fii prințului. Fiecare provincie semăna foarte mult cu provinciile pe care le primise de la tatăl lor, cu trei ani mai devreme, singura diferență fiind aceea că Zbigniew controla Mazovia și capilata Płock (partea de nord a regatului), în timp ce fratele său vitreg guverna partea de sud. În acest fel s-au creat două state separate. Ei duceau politici separate pe plan intern și extern. Fiecare căuta alianțe, și uneori deveneau dușmani. Acesta fiind cazul regiunii Pomerania față de care Boleslav își demonstra ambițiile. Zbigniew, a căruit țară era mărginită cu Pomerania, a dorit să mențină relații bune cu vecinul său nordic. Boleslav era dornic să-și extindă stăpânirea organizând mai multe raiduri în Pomerania și Prusia. 

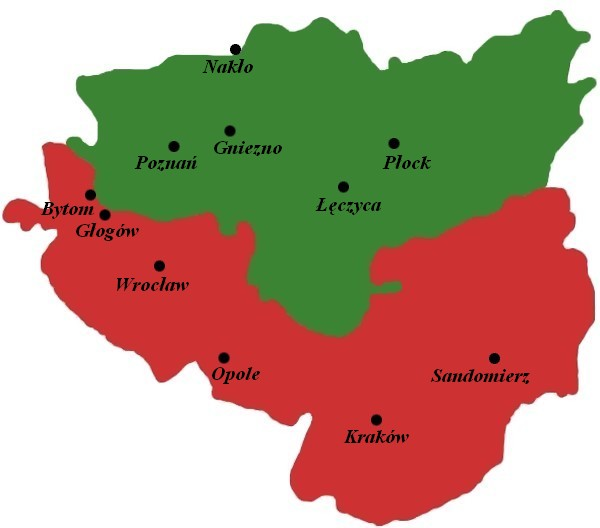
Divizarea Poloniei între Boleslav (roșu) și Zbigniew (verde)

În toamna anului 1102 Boleslav a organizat o oaste în Pomerania care l-a destituit pe Białogard. Armata din Pomerania a trimis represalii pe teritoriul polonez, și întrucât Pomerania era mărginită de teritoriul lui Zbigniew, aceste raiduri i-au devastat terenurile prințului, care nu avusese nici o implicare. Prin urmare, pentru a pune presiune asupra lui Boleslav, Zbigniew s-a aliat cu Borivoj al II-lea al Boemiei care îi promisese că va plăti tribut în schimbul ajutorului său. Prin alierea cu Boleslav, vecinul său din sud, Zbigniew dorea să-l constrîngă pe Boleslav să-și înceteze raidurile în Pomerania. Boleslav, pe de altă parte, s-a aliat cu Rusia Kieveană și cu Ungaria. Căsătoria sa cu Zbyslava, fiica lui Sviatopolk al II-lea Iziaslavich, în anul 1103, a fost pentru a întări alianța dintre el și prințul Kievului. Cu toate acestea, primul pas diplomatic al lui Boleslav a fost recunoaște papei Pascal al II-lea ceea ce îl punea în opoziție puternică față de Sfântul Imperiu Roman. Mai târziu, o vizită a delegatului papal, Gwalo, Episcop de Beauvais, a pus în ordine chestiunile legate de biserică, ceea ce a dus la creșterea influenței lui Boleslav.
Zbigniew a văzut căsătoria lui Boleslav și alianța cu Kievul, ca pe o amenințare serioasă. Prin urmare, el l-a biruit pe aliatul său, Borivoj al II-lea al Boemiei, pentru a invada provincia lui Boleslav. Boleslav a ripostat cu expediții în Pomerania în 1104-1105, ceea ce i-a adus tânărului prinț nu numai prada, ci a dezintegrat în mod efectiv alianța dintre Pomerania și Zbigniew. Afacerile lui Boleslav cu regele Coloman al Ungariei, pe care îl ajutase să obțină tronul, au dat roade în 1105, atunci când au invadat cu succes Boemia. În 1105, Boleslav a încheiat un acord cu mama sa vitregă, Iudita de Suabia, așa-numitul Acord Teutonic. În conformitate cu acordul lor, în schimbul unei sume generoase, prințul a fost garantat de neutralitatea lui Iudita în concursul politic cu Zbigniew.
În 1106 Boleslav a reușit să-l mituiască pe Borivoj al II-lea al Boemiei și să i se alăture lui Boleslav împotriva lui Zbigniew. În același an, Boleslav s-a aliat oficial cu Coloman I al Ungariei. În timpul unei adunări populare, la care au participat mulți prinți, s-a convenit ca nici unul dintre frați să nu conducă războiul, semnând tratate de pace sau să intre în alianță fără acordul celeilalte părți. Acest lucru a creat o situație nefavorabilă pentru Boleslav, care a condus un război civil, cu o supra-stăpânire, punând întreaga țară la joc. Cu ajutorul Rusiei și a aliaților maghiari, Boleslav a atacat teritoriul lui Zbigniew. Forțele aliate ale lui Boleslav, au preluat controlul, cu ușurință, asupra celor mai multe orașe importante, inclusiv Kalisz, Gniezno, Spycimierz și Łęczyca, astfel preluând controlul a jumătate din terenurile lui Zbigniew. Un tratat de pace a fost semnat la Łęczyca, în care Zbiniew a recunoscut oficial că Boleslav este Prințul Suprem în toată Polonia. Cu toate acestea, i s-a permis să păstreze regiunea Mazovia ca feudă.

### Singurul conducător al Poloniei

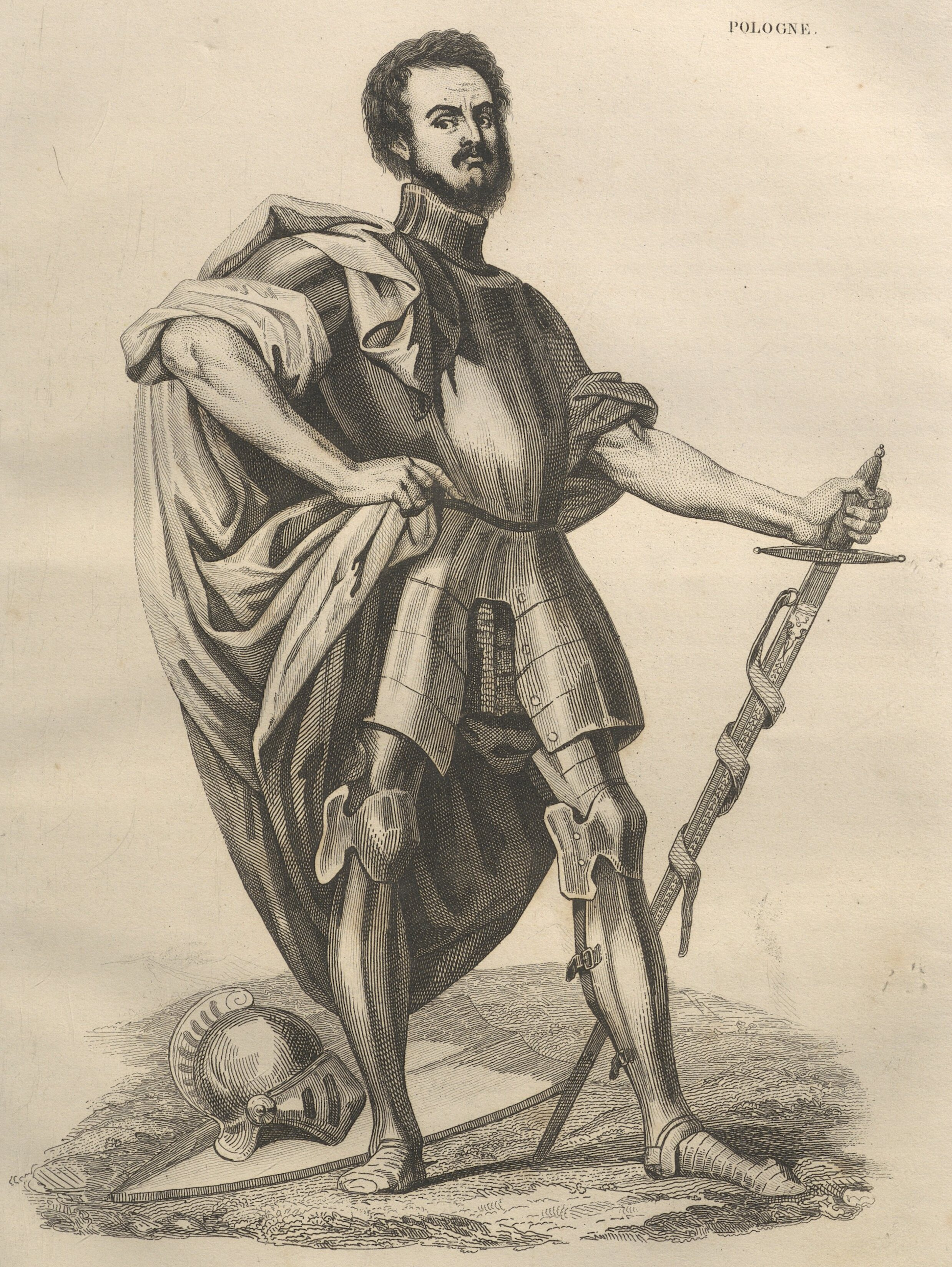
Prințul Zbigniew

În 1107 Boleslav al III-lea și aliatul său, regele Coloman I al Ungariei, au invadat Boemia pentru a-l ajuta pe Svatopluk Leul să obțină tronul Boemiei. Intervenția în succesiunea cehă a fost menită să asigure interesele poloneze din sud. Expediția fost un succes deplin. La data de 14 mai 1107 Svatopluk a primit titlul de „Prinț de Boemia” la Praga.
Mai târziu în același an Boleslav a întreprins o expediție împotriva fratelui său Zbigniew. Motivul era acela că Zbigniew nu a urmat ordinele lui Boleslav și nu a ars fortul Kurów. Un alt motiv a fost faptul că Zbigniew nu-și împlinise datoria de vasal și nu oferise ajutor militar suveranului Boleslav pentru o campanie militară împotriva Pomeraniei. În iarna anului 1107–1108, cu ajutorul Rusiei și a aliaților unguri, Boleslav a început o campanie finală, pentru a scăpa de Zbigniew. Forțele sale au atacat Mazovia, iar Zbigniew a fost forțat să se predea. Ca urmare, Zbigniew a fost alungat din țară, iar Boleslav a devenit singurul domnitor a teritoriilor poloneze.
În 1108 Boleslav a atacat din nou Boemia, după ce aliatul său, regele Coloman al Ungariei, fusese atacat de forțele Sfântului Imperiu Roman și de Boemia. Un alt motiv pentru expediție a fost faptul că Svatopluk, care îi datora lui Boleslav scaunul de domnie, nu își onorase acordul prin care îi promisese să returneze orașul Silezia confiscat de la polonezi, de către prodecesorii săi. Boleslav a început să-l susțină pe Borivoj al II-lea al Boemiei și îl anunțase că avea să-l aducă din nou la putere. Aceasta încercare nu a avut succes.

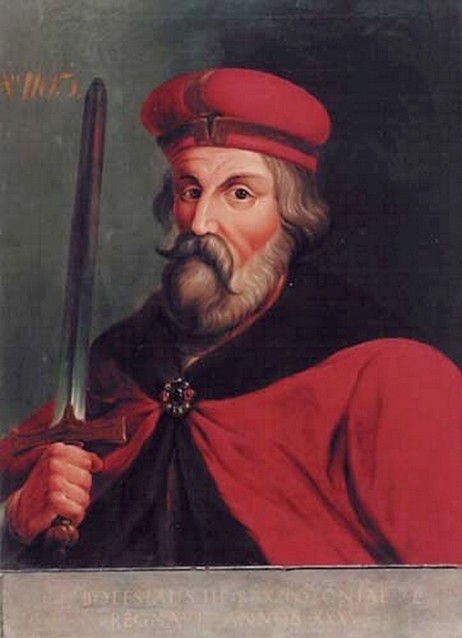
Boleslav al III-lea (pictură de J.B. Jacobi, 1828)

Ca răspuns la politica agresivă a lui Boleslav, regele german și Sfântul Împărat Roman, Henric al V-lea, a inteprins o expediție puternică împotriva Poloniei, în 1109. În războiul polonezo-german, forțele armate germane au fost asistate de războinicii cehi, oferiți de Svatoplik Leul, Print de Boemia. Motivul pentru război a fost problema privind pretențiile lui Zbingniew la tronul Poloniei. Operațiunile militare au avut loc în sud-vestul Poloniei, în Silezia, unde armata lui Henric al V-lea a asediat cetăți majore din Głogów, Wrocław și Bytom Odrzanski. Apărarea eroică a orașelor, unde copiii polonezi au fost folosiți ca scuturi umane, în mare măsură a contribuit la incapacitatea germanilor de a câștiga. Împreună cu apărarea orașelor, Boleslav conducea un război extrem de eficient împotriva Sfântului Împărat Roman și aliaților săi, iar în cele din urmă a învins forțele imperiale germane în Bătălia de la Hundsfeld, pe 24 august 1109. În cele din urmă, Henric a fost forțat să se retragă din Silezia și din Polonia.
Un an mai târziu, în 1110, Boleslav a întreprins o expediție armată împotriva aliaților germanilor, Boemia. Intenția lui era de a instala încă un alt pretendent la tronul ceh, Soběslav I. În timpul campaniei, Boleslav a câștigat o victorie decisivă împotriva cehilor în Bătălia de la Trutina. Ulterior a ordonat forțelor sale să pornească atacul asupra Boemiei. Motivul pentru acest lucru era lipsa de popularitate a lui Soběslav printre cehi, precum și refuzul lui Boleslav de a-și deteriora în continuare relațiile sale cu Sfântul Imperiu Roman. În 1111, a fost semnat un armistițiu între Polonia și Sfântul Imperiu Roman, care prevedea ca Soběslav să se întoarcă în Boemia, în timp ce Zbigniew ar putea să se întoarcă în Polonia. În același an, Zbigniew a fost primit înapoi în Polonia. Un an mai târziu, în 1112, Zbigniew a fost orbit la ordinele lui Boleslav.

### Excomunicarea

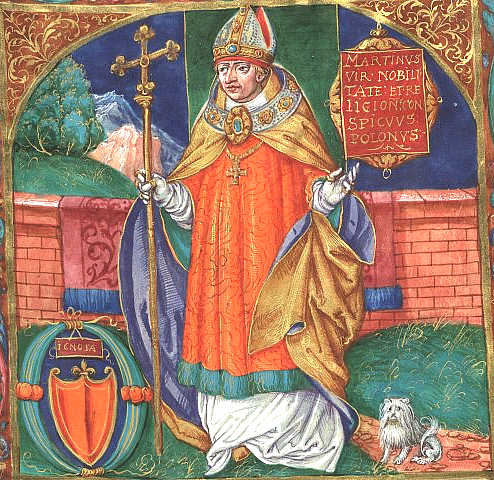
Arhiepiscopul Martin I de Gniezno

Orbirea lui Zbigniew a provocat o reacție negativă foarte puternică între subiecții lui Boleslav. Trebuie remarcat faptul că, față de vest, orbirea în Polonia medievală nu era realizată prin arderea ochilor cu un fier încins sau cu un cuțit, ci o tehnica mult mai brutală. Ochii omului erau scoși, folosind un clește special. Condamnatul trebuia să țină ochii deschiși și dacă nu făcea asta, pleoapele erau smulse împreună cu globul ocular.
După ce s-a aflat de actul brutal al lui Boleslav, Martin I, Arhiepiscopul de Gniezno și primatul Poloniei, care a fost susținătorul puternic al lui Zbigniew, l-a excomunicat pe Boleslav pentru comiterea unei crime asupra fratelui său vitreg. Arhiepiscopul Martin, i-a scutit pe toți subiecții săi să se mai supună prințului. Boleslav a fost confruntat cu o posibilă revoltă reală. Văzând situația sa precară, Boleslav a căutat penitența obișnuită, care ar împăca orice preot. Conform scrierilor lui Gallus Anonymus, Boleslav a postit pentru 40 de zile, înlocuind hainele fine cu o cârpă și dormind în cenușă. De asemenea, a căutat și a primit iertarea fratelui său vitreg. Cu toate acestea, nu a fost de ajuns pentru a convinge eșaloanele înalte ale bisericii, continuând excomunicarea. Prințul a fost obligat să efectueze un pelerinaj în Ungaria, la mănăstirea Sain Giles și Sfântul Ștefan I în Székesfehérvár. Pelerinajul la mănăstirea Sain Giles avea, de asemenea, un scop politic; Boleslav și-a consolidat legăturile de prietenie și alianță cu Dinastia Arpad, casa care conducea Ungaria. După întoarcerea sa în Polonia, Boleslav a călătorit în Gniezno pentru a face penitență la mormântul Sfântului Adalbert. De asemenea, el a acordat numeroase daruri costisitoare pentru cei săraci și clerului. Datorită dedicării lui, excomunicarea a fost în cele din urmă ridicată.

### Cucerirea și transformarea Pomeraniei

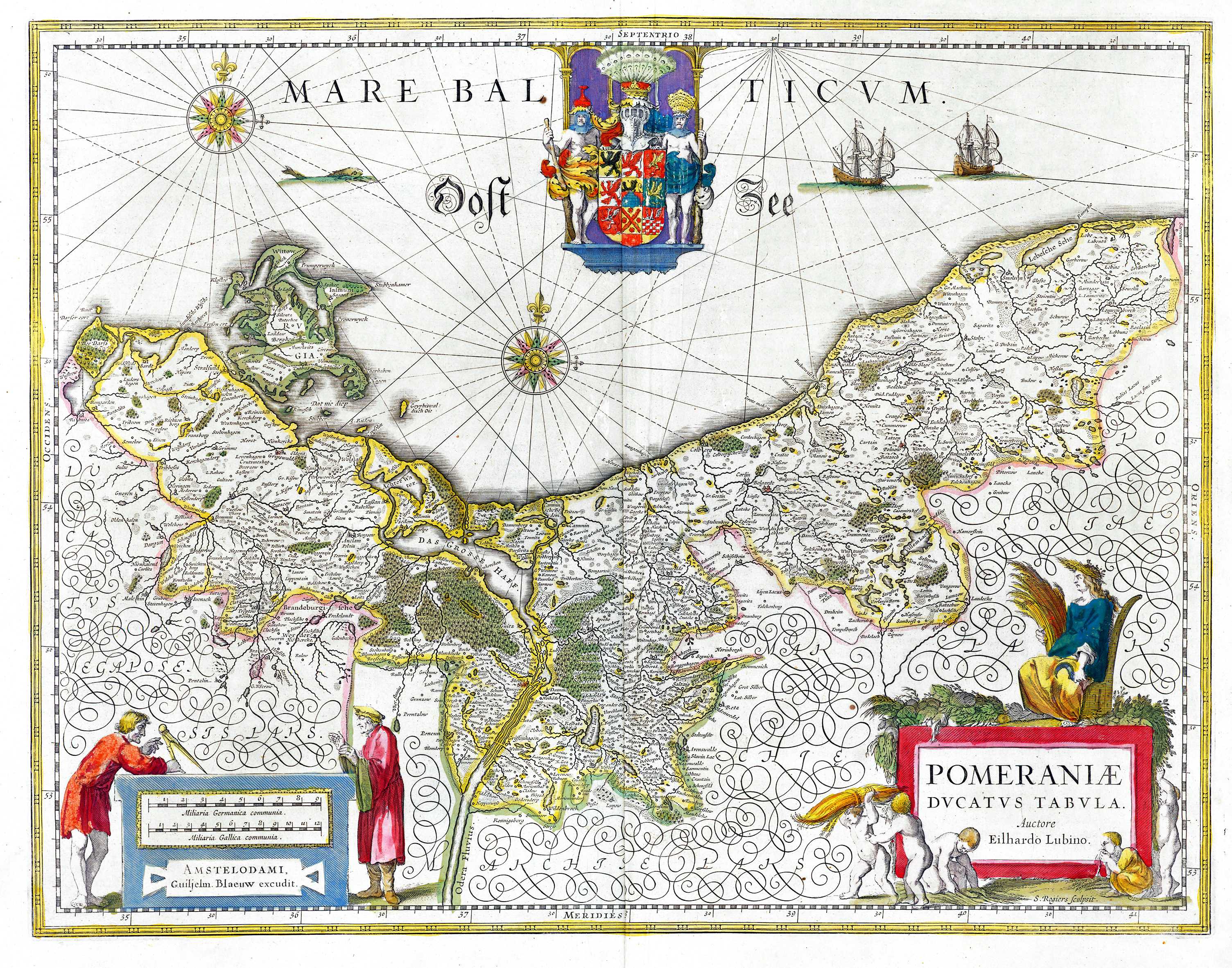
Harta Pomeraniei inclusiv insula Rugia (secolul al XVII-lea)

Problema cuceririi Pomeraniei a fost o preocupare majoră pentru Boleslav. Obiectivele sale erau duble, în primul rând, pentru a consolida granița poloneză pe linia râului Noteć, și în al doilea rând, pentru a subjuga Pomerania cu suzeranitatea politică poloneză, dar fără să fie încorporată în țară, cu excepția regiunii Gdansk. În 1113, granița de la nord fusese consolidată. Cetățile fortificate de frontieră includeau: Santok, Wieleń, Nakło, Czarnków, Ujście și Wyszogród.
Înainte ca Boleslav să înceapă să se extindă în Pomerania, și-a normalizat relațiile cu Boemia de sud. Acest lucru a avut loc în 1114, la o convenție la râul de frontieră Nysa Kłodzka. Participanții erau: Boleslav, precum și prinți din Boemia din liniile Premyslid, cum ar fi, Vladislau I, Otto al III-lea cel Negru și Soběslav I. Acest pact a fost sigilat de o căsătorie a lui Boleslav cu sora soției lui Vladislav I, Salomeia de Berg.
În 1119 Boleslav a recucerit teritoriile din Gdansk Pomerania. În timpul campaniei sale, începuse o rebeliune condusă de Contele Palatin Skarbmir de Adbaniec. Rebeliunea fusese înăbușită de către prinț în 1117, iar mulți nobili fuseseră orbiți drept pedeapsă. În 1121, forțele combinate ale prinților Wartislaw I și Swiatopolk erau învinse de polonezi, în Bătălia de la Niekładź. De atunci, Boleslav a devastat Pomerania, a distrus cetățile, și a forțat mii de oameni să se reinstaleze în teritoriul polonez. Extinderea prințului a fost îndreptată spre Szczecin. Conducătorul polonez a realizat că Szczecin era o fortăreață puternică, bine păzită de bariera naturală a râului Oder cât și a fortificațiilor bine construite. Singur modalitatea de a se apropia de ziduri era prin apa înghețată a unei mlaștini. Profitând de elementele surpriză, Boleslav a lansat atacul exact din acea direcție, și a preluat controlul asupra orașului. O mare parte din populație a fost ucisă, ceea ce motiva populația rămasă să se subordoneze monarhului polonez. În anii 1121-1122, Pomerania a devenit feudă poloneză; prințul Wartislaw I a jurat supunere feudală monarhului polonez și s-a angajat să plătească un tribut anual de 500 de mărci în argint, Poloniei. Wartislaw, i-a trimis, de asemenea, un ajutor militar la cererea lui Boleslav. În următorii ani, tributul a fost redus la 300 de mărci.

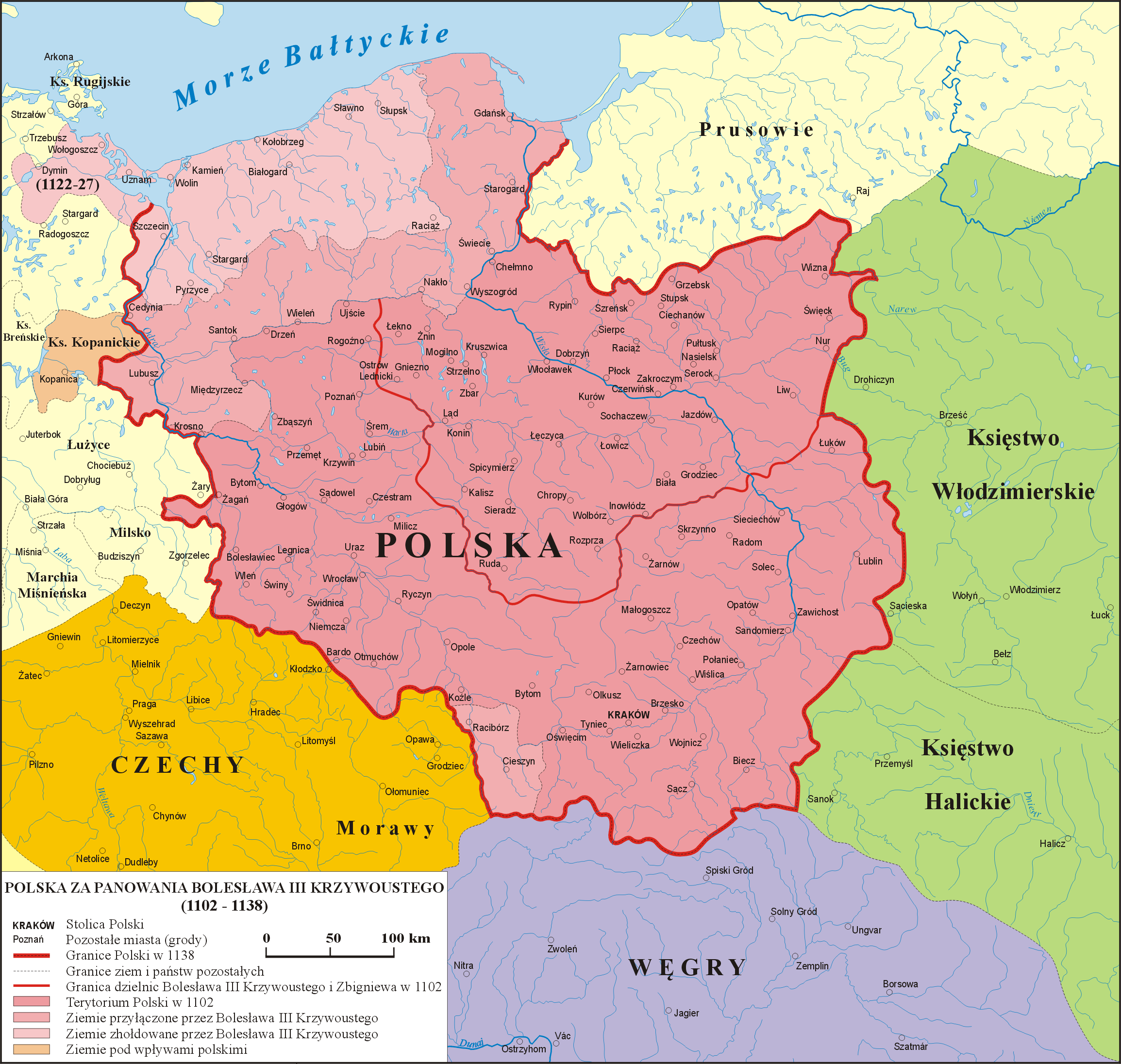
Polonia în timpul domniei lui Bolesaus al III-lea

În scopul de a lega puternic Pomerania de Polonia, Boleslav a organizat o misiune de a creștina teritoriul nou dobândit. Monarhii polonezi au înțeles ca această creștinare a teritoriului cucerit, este un mijloc eficient de consolidare a autorității lor de acolo. În același timp, Boleslav își dorea să subordoneze Pomerania de Arhiepiscopia Gniezno. Din păcate, primele încercări făcute de misionari nu au făcut progresul dorit. O altă încercare, sponsorizată oficial de către prințul polonez, și condusă de Bernard Spaniolul, care a călătorit în Wolin, s-a încheiat într-un alt eșec. Următoarele două misiuni au fost efectuate în anii 1124-1125 de către Episcopul Otto de Bamberg. În urma unui acord încheiat între prințul Boleslav și Wartislaw I, Otto a stabilit prima etapă de creștinizare a regiunii. De-a lungul misiuni, acesta a fost însoțit de prințul Wartislaw I, care l-a salutat pe misionar de la granița domeniului său, în împrejurimile orașului Sanok. Acesta a alocat 500 de cavaleri pentru a acționa în calitate de pază pentru protecția episcopului. Creștinizarea a fost în cele din urmă acceptată, numai după ce Boleslav a redus tributul anual impus poporului din Pomerania. Au fost dărâmate patru temple păgâne, iar în locul lor au fost construite biserici, așa cum era obiceiul obișnuit la Biserică Catolică.
Pomerania a fost adăugată Diecenzei de Włocławek, cunoscută în acea vreme ca Kujavian Diocese. Cea mai mare parte din Pomerania a fost făcută episcopie independentă, înființată în teritoriul Ducat de Pomerania în 1140, după ce Boleslav a murit, iar la final, ducatul s-a rupt de Polonia.

### Succesiunea

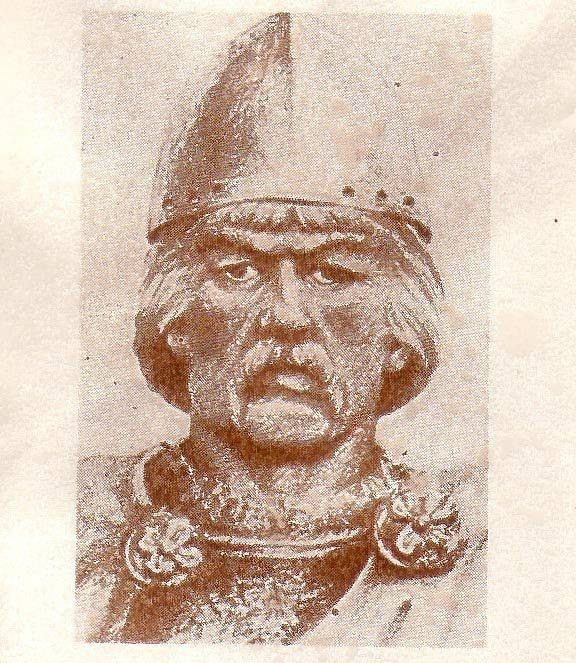
Reconstrucție facială pe baza craniului (1972)

Înainte de moartea sa, în 1138, Boleslav a publicat testamentul său prin care împărțea proprietățile sale între cei patru fii ai săi: Principiul Senioral stabilea că, în orice moment, cel mai mare membru al dinastiei  trebuia să aibă puterea supremă față de restul, și de asemenea, putea să controleze partea seniorală: o fâșie mare de teren, de la nord la sud, cu Cracovia ca oraș principal. Prerogativele de conducere includeau, de asemenea, controlul asupra Pomeraniei. Principiul Senioral a fost curând rupt, ceea ce a dus la o perioadă de aproape 200 de ani de fragmentare a Poloniei.

## Căsătoria și copiii
În 16 noiembrie 1102, Boleslav s-a căsătorit cu Zbyslava, fiica Marelui Duce Sviatopolk al II-lea de Kiev. Cuplul a avut trei copii:
- Vladislav al II-lea Exilatul (1105 – 30 mai 1159)
- un fiu (1108 – 1109)
- o fată, Iudita (1111 – 1124), căsătorită în 1124 cu Vsevolod Davidovich, Prinț de Murom.

Între martie și iulie 1115, Boleslav s-a căsătorit cu Salomea, fiica lui Henric, Conte de Berg-Schelklingen. Cuplul a avut 13 copii::
- Leszek (1115 – 26 august 1131)

- Ryksa (1116/17 – 25 decembrie 1156), căsătorită prima dată în 1127 cu Magnus cel Puternic, Rege al Västergötland; a doua oară în 18 iunie 1136 cu Volodar Glebovich, Prinț de Minsk și Hrodno; a treia oară în 1148 cu Regele Sverker I al Suediei

- o fiică (1119 – 1131), căsătorită în 1131 cu Conrad, Conte de Plötzkau și Margraf de Nordmark

- Sophie (1120 – 10 octombrie 1136)

- Casimir (9 august 1122 – 19 octombrie 1131)

- Gertruda (1123/24 – 7 mai 1160), călugăriță la Zwiefalten (1139)

- Boleslav al IV-lea cel Creț (1125 – 3 aprilie 1173)

- Mieszko al III-lea cel Bătrân (1126/1127 – 13 martie 1202)

- Dobroniega (1129 – 1160), căsătorită în 1142 cu Dietrich I, Margraf de Luzacia

- Iudita (1130 – 8 iulie 1175), căsătorită pe 6 ianuarie 1148 cu Otto I, Margraf de Brandenburg

- Henric (1131 – 18 octombrie 1166)

- Agnes (1137 – 1182), căsătorită în 1151 cu Mstislav al II-lea, Prinț de Pereyaslavl și Mare Prinț de Kiev din 1168

- Cazimir al II-lea cel Drept (1138 – 5 mai 1194)